# 2,5-dimetossi-4-bromoamfetamina
2,5-dimetossi-4-bromoamfetamina, chiamata anche dimetossibromammetamina (DOB), brolamfetamina (INN) e bromo-DMA, è una sostanza psichedelica e anfetamina sostitutiva della classe dei composti feniletilammina. La DOB è stata sintetizzata per la prima volta da Alexander Shulgin nel 1967. La sua sintesi e gli effetti sono documentati nel libro di Shulgin PiHKAL: A Chemical Love Story.